# NOBELU -演-
『NOBELU -演-』（ノベル）は、原作：野島伸司、作画：吉田譲の日本の漫画。『週刊少年サンデー』（小学館）にて、2013年16号から2014年50号まで連載された。

## 概要
『高校教師』、『家なき子』など数々のTVドラマの脚本を手がけてきた野島伸司の初漫画原作作品。
この作品の担当編集者によると、野島が漫画の原作に興味を持っているという話を聞き、約2年前から接触し、月1、2回くらいのペースで会って様々なアイデアが出る中、本作の連載に至ったとのこと。野島は、今回物語を書き下ろす場に少年漫画誌を選んだ理由を、「僕は価値観の固定した大人たちに向けて（物語を）作ることには抵抗があります。それはあるあるという共感か、よくて鑑賞でしかなく、まだ未完成な情緒に刻み、ずっと忘れられないシーン、セリフ、つまり物語としてその彼、彼女の心に存在することができないからです。それがマンガの、それも少年誌という、理想的な受け手がいるジャンルにチャレンジしてみたいと思ったキッカケです」と話し、「どうかハラハラドキドキ、時に笑い、時に涙し、また時に胸を震わせ、主人公ノベル（演）とともに、この物語に飛び込んでみてください」と読者にメッセージを送っている。
さらに、連載開始号の目次コメントにて、「TVよりも若い世代が見る漫画で、物語を紡いでみたかった。楽しんでもらえれば幸いです」とも語っている。

## ストーリー
世は空前の子役ブームに沸く。一攫千金を狙う一握りの親達。母子家庭に育つ主人公「波田ノベル」がさまざまな障害が立ちはだかりながらも役者を目指す。
演じる？死ぬ？
あなたは知らない。演じることが、死にも近い苦痛を伴うことを。

## 登場人物

### DID患者
担当声優はテレビCMでのキャスト。全員子役出身である。
波田 ノベル
声 - 濱田龍臣
本編の主人公。2003年5月4日生まれの10歳、O型。身長132.5cm、体重30.3kg。
勉強も運動も平均レベル。気弱でネガティブな性格のいじめられっ子だが、芯は強い。
DIDにより心の中に「もう一人の自分」を「飼って」いる。
心底から母親を愛しているため、母親の我侭に逆らえずにいる。
愛読書はレイモン・チャンドラーの探偵シリーズ。
両親が離婚したことにより、母親の手でキララタレント事務所に無理やり入れられ、子役の道を歩むことになる。当初はブロンズクラスに所属していたが、進級試験に合格しゴールドクラスに昇格。しかしヒバリの誘拐事件に巻き込まれ、「真ん中の子」と繋いだことでマーロウを失う。その後すぐに母親が失踪したことで自暴自棄となり孤児院に引き取られる。
暫くは悲しみから立ち直れずにいたが四葉に苦悩を打ち明けたことで復活。安西の指導を受けて「真ん中の子」のコントロールに成功する。映画の撮影中にトーリと共に助けに言った際に雷に打たれ、本来の人格と思い込んでいた普段のノベルが副人格である事を理解し、雷で最後の子が消滅した事で本来のノベルの人格であった「マーロウ」に戻った。
その後、実の父親は真田という芸能人(苗字しか明かされていない)である事が発覚した。
最終的には更なる演技力の向上の為にイギリスに留学した。
フィリップ・マーロウ
ノベルの「最初の子」たる副人格。髪が真ん中分けになり、下犬歯が外に出る。冷静かつ自信家な性格に加え、他人の本質を見抜き手玉に取る観察力を持つ。口癖は「お前らレベルが俺を語るか」。実は、ノベルの本来の人格こそがマーロウであった。
真ん中の子
ノベルの中に居る「真ん中の子」。 髪型がオールバックになる。ヒバリ誘拐事件の時に生命の危機に陥っていた所、精神世界に干渉してきた小マモリに触れたことで発現した。 他人の仕草などから過去のトラウマを見抜き、再現させることが得意。 見た目は超サイヤ人に近く、髪の色素も薄くなる。
最後の子
ノベルの中に居る「最後の子」。 ノベルの母親であるイズミの姿をしており、「最後の子」に支配されたトーリを止めるべく発現した。実はイズミの自分を捨てた夫に対する憎悪から生まれた存在で、発現時には彼女と強く共鳴する。
真行寺 マモリ
ノベルとマモリが溺れた際に入れ替わった真ん中の人格の顕現体。無口だが男好き。常に具現化して部屋の隅に佇んでいるが、「最初の子」であるマーロウが顕現していない限りノベルには視認できない。顕現したさいはつまみ食いや背筋をするなど本体並にマイペースな行動をとる。
真行寺 マモリ
保健医の真行寺トモエの娘。
常に冷静沈着で無表情。IQ170の天才児で、雑学を始め外国語等にも詳しい。
心理学に興味を示して自ら人工的にDIDとなった末、「最後の子」に支配され自殺を図ったためトモエに監禁されたが、ノベル、ミコ、トーリが自分達の「最初の子」によって干渉したことで正気を取り戻した。その後ノベルらと同じ学校に編入。
幼少期はアメリカのハイスクールに飛び級し過ごしたが、その前にはノベルと同じ幼稚園に在籍した幼馴染であり、ノベルと2人で溺れかけたことで、真ん中の子が反対に入り込み分かち合うこととなり、互いを「真ん中の子」の媒体とするようになった。再会後「最後の子」から救われて以降は彼に熱烈な求愛を図る。
大オーディションでは四葉から選ばれているが｢何の真似だ…｣と呟いていた。尚、四葉はマモリがノベルに好意的なのを理解した上で選んでいた。
マリリン・モンロー
マモリの「最初の子」たる副人格だが、既に自然消滅している。母・トモエのような巨乳になりたいという思いから具現化した。
波田 ノベル
マモリの「真ん中の子」たる副人格。マモリが既にモンローを消滅させているため、直接自身と繋がっている。顕現していることも良くあり、マモリの周りを動いている。映画撮影中にマモリが洞窟に最後に残った際には冷たくマモリを誘惑したが、マモリ(ノベルの真ん中の子)に殴られまくって倒された。
最後の子
マモリが研究の末到達した、トーリでさえ到達しなかった領域の副人格。しかし全容までは解明できないまま顕現させたことで、自殺を図るようになった。マモリ曰く、死にたくなる程に美しい存在。
斑鳩 トーリ
キララタレント事務所所属のゴールドクラスに属する国民的子役。
トップクラスの人気を誇るが、冷酷な性格。
ノベル、ミコ同様DIDで、開始時点で「真ん中の子」を出せるなど彼等より先の領域にいるが体調不良を起こす為出したがらない。
一方で母親を愛しており、病弱な弟に己の体を犠牲にして献身的に尽くす家族愛の強い人物で、友情を軽視していた。だが本当は、双子の弟カイリの幸せを奪ったと母親に言われ、愛情を注がれなかった為に母に自分を愛してほしいと思っていた。
一時期、ノベルと同性愛染みた友情を築くも決別。事務所を移籍した後に腎臓移植を弟に提供するも母と弟の会話で真相を知り自ら家族を切り捨て、その後は再びノベルに執心するようになる。
映画の撮影中に最後の子と入れ替わり、ノベルと共に助けを呼びに行った際に母親をこよなく愛する気持ちから最後の子共々雷に打たれ、死にかける。
意識の回復後は幼児退行を起こしてしまい、カイリと入れ替わるように甲斐甲斐しく世話をされるようになったが、周りが見た事がないほど幸せそうな表情をしていた。
ビョルン・アンドレセン
トーリの「最初の子」たる副人格。トーリの怒りと絶望を受け入れることができず消滅した。
メイクィーン
トーリの「真ん中の子」たる副人格。名前はメイクィーン(じゃがいもの品種)だが、人形はピンク色のプードル。
最後の子
トーリの中に居る「最後の子」。4本の前髪以外オールバックになる。 母親の姿をしており、彼女への愛憎を受け入れることで発現した。 タケル達を洗脳する程の力があり、同じく「最後の子」を発現させたノベルと共に救助(という名の心中)を試み、心中の際にトーリごと雷に打たれた。
雫石 ミコ
キララタレント事務所のゴールドクラスに属する国民的子役。
2004年7月4日生まれの10歳、B型。身長131.4cm体重28.7kg。
国民の一人娘と称されている。
趣味は水泳と手芸、特技は手話。
普段は決して笑わない物静かで内気な女の子だが、スカーレットに入れ替わった際は感情表現豊かになる。
父親からの近親愛に近い過剰な愛と嫉妬に狂う母親からの精神的虐待により、ノベル、トーリと同じくDIDでもう一人の自分を”飼って”いる。トーリ(の持つ影のある闇)に惹かれている一方でノベルに嫉妬している。後に事務所を移籍。
己の存在を卑下しておりスカーレットに頼り切りの面が強かったが、彼女が自分自身で消滅した事をなんとか受け入れた。
スカーレット・オハラ
ミコの「最初の子」たる副人格。マーロウ同様、自信に満ち溢れる凛とした女性。ミコに対して過保護な部分がある。副人格の覚醒したノベルに「最初の子」の情報を共有する。ミコがトーリに惹かれている一方で、彼女自身はノベルを想っていた。トーリとノベルが「真ん中の子」と繋いだことで先を越され、涙し嘆いた末にミコを想いながら消滅した。
ウサギのヌイグルミ
ミコの「真ん中の子」たる副人格。左側が髪で隠れ、表情にも冷たさが現れる。ミコの母が娘への嫉妬から部屋に置いた左目にカメラと盗聴器付きのヌイグルミを具現化したもので、名前はついていない。真ん中の子であるが故に匂いに敏感で「ムカムカムカデ10匹」が口癖。
碑文谷 サユミ(ひもんや-)
タケルの妹。
子供らしい部分と大人びた部分を併せ持つ。
重い心臓の病を抱えていたが大手術により(一時は心停止し危険な状態になったものの)克服。船酔いしやすい体質。
映画撮影中に兄への怒りや憎しみ、過保護といった不満からDIDになってしまった。
演技の経験はないがタケルのうっかりミスにより大オーディションの12thに指名された。
ジャンヌ・ダルク
映画の撮影の中で兄・タケルの過保護や自分の身体のことなどの負の感情が高まり爆発した結果、サユミが生み出し発現させた「最初の子」。ジャンヌ・ダルクがモチーフで鳥を口で咥えるなど、かなり野性的になる。身体能力に秀でており、槍や銛、弓矢を難なく使いこなす。兄の過保護を嫌がるサユミとは違い、ジャンヌはタケルを侮蔑・軽蔑的な目で見ている。

### 小学校
真行寺 トモエ
ノベルの通う小学校の保険医。
児童心理学を専攻しており、ノベルのDIDを見抜き主治医となった。
男に興味はないが子供は欲しがっていたため、試験管ベビーとして優秀な男性の精子から娘・マモリをもうけたが、マモリが自ら人工的にDIDとなった末に「最後の子」に支配されたため、DIDを危険視しており、ノベルに副人格の封印暗示を施した。

### キララタレント事務所
碑文谷 タケル(ひもんや-)
階級はゴールドクラス。
2003年4月27日生まれの10歳、O型。身長145cm体重44kg。
趣味はスポーツ全般と釣り、特技は剣道。
熱血気味だが真っ直ぐで仲間思いの性格。
父が蒸発し居なくなった家計を支えるために役者を目指している。
ミコに好意を抱いて愛しており、妹に過保護に接している。
当初はプロ意識が高いため、素人のノベルを見下していたが後に仲良くなっている。後にノベルがタケルの代わりに10時間以上もサユミの手術を見守り続けた事を知り、「馬鹿」と言いつつも、ノベルを泣きながら抱きしめていた。
ケンジとの対決では術中のサユミの事に気を取られてピンチになったが、覚醒して紐を噛みちぎる怪演で勝利した。
大オーディションではナツコにより11thに指名された。
蛇崩 ナツコ(じゃくずれ-)
階級はゴールドクラス。
2003年11月6日生まれの10歳。A型。身長146cm体重34.2kg。
人を見下したような高慢な態度をとるが、実際には臆病で情緒不安定な性格。
趣味はクラシックバレエとジャズダンス、特技は書道で2段。
愛する母は男やエロ絡みのスキャンダルまみれの有名女優(ナツコによれば実際は父親しか愛しておらず、ナツコを育てる為にスキャンダルに手を染めまくっていただけ)で、そのイメージを払拭するために清純派女優になろうとしている。その事はノベルにのみそれを話した。だがナツコ自身、ノベルに話した事に驚いていた。
南雲との対戦ではダブルスコア以上の差をつけられるが覚醒し、母の男を取っかえ引っ変えしていた際の愛や思いを理解し、死んだ男を過去の男に変えるという演技で逆転勝利を収めた。
大オーディションでは南雲により10thに指名された。
星名 ヒバリ
階級はシルバークラス。
通称：ヒバリ姫。
有力者の娘で傍若無人な女王様気質。その為、周りからは嫌われ気味(本人は自覚なし)。
トーリのファンで恋心を抱いているがまるで相手にされていない(それどころかブスと言われてしまった)。
貧乏なノベルが同じ事務所に所属しているのが気に入らずいじめの標的にする(尿をかけるなど、犯罪で異常かつ過激な事もやっていた)。その後、ゴールドへの進級試験でノベルに敗れて別の事務所に移籍した。後に金目的でサンタ達に攫われ、一時はノベルを騙し自分を悲劇のヒロインに見立てるなどしたたかに画策したものの失敗。後に言葉巧みに(家庭環境などを利用し)騙したノベルにより救われ、悲劇のヒロインを演じる為に記者会見を開いた後。最終話ではノベルに「抜けがけは許さないわよ」とノベルの乗るイギリス行きの飛行機に乗っていた(席は隣であった)。ちなみにカイリをトーリと勘違いしていた。
ノベルとの対決では真ん中の子と繋がったノベルが他のゴールドクラスの子役の後にトーリを演じた事でトーリへの恋心を突かれ陥落し、敗北した。
大オーディションでは健太に威圧をかけ、8thに指名される。
堤健太
階級はブロンズクラス。
ノベルや清五郎の同級生。
母が星名家の使用人のため、ヒバリの右腕としてノベルをいじめていた（これがきっかけでノベルは別人格に目覚める）。マーロウ(ノベル)によって恐怖を抱いた後に心を揺さぶられ、ヒバリと疎遠になった後はノベルの友人として改心する。
清五郎に対しては今でもやや威圧的な態度をとり、そのおかげか大オーディションで7thに指名させた。自分から面は良くないと発言したり、四葉がケンジとテニスをしているのを見てブサメンコンビと発言した為、そこまで良い顔ではないと思われる。
大オーディションでは清五郎に高圧的だったのが幸いして(？)選ばれた。
田中 純也 / 市川 清五郎（芸名）
階級はブロンズクラス。
短髪にぽっちゃり体型、ソバカスが特徴。
ノベルの同級生で友人。
どこにでもいるデブキャラとしてひっそりと学校生活を送るために芸名を使用している。
雑学を披露するのが趣味だったが、マモリに完敗してからは彼女に心酔して後を追い掛け回している。ノベルのDIDについて理解がある数少ない人物。
演技レベルは決して高くないが、マモリの思いつきで大オーディションの6thに指名される。
安西 圭一郎
ゴールドクラスの専属トレーナー。
車椅子に座っている。
四人の子役マスターを育て、事務所を大手に押し上げた実力者。外面は冷酷かつ容赦のない激しい性格で、子役達にも容赦無く現実を突きつけ成長を促す一方で、内面では子役の性格なども考慮した上で育成をしていた(去りゆくナツコにお前の性格上、天狗にならないように…と呟いていたことからもうかがえる)。
理由は不明だが、DIDについての知識も豊富で、ノベルやミコの副人格を見出した他、トーリがメイクィーンを自在に具現化するよう仕立てることにも成功している。
実はノベルの母親のイズミとは幼馴染で恋心もあったが、友人だったノベルの父親からイズミも足の自由も含め全てを根こそぎ奪われた過去を持っている。ノベルがイズミの息子なのはイズミが発言する迄知らなかった。
平泉 カンナ
キララタレント事務所所属・ブロンズクラスのマネージャー。
年齢は22歳。
ゆとり世代ということもあってか、楽観的でキャラ1空気も読めないが、劇中では数少ない良識人。事務所子役の活躍に泣いて喜んだりすることもあり、子役達に愛情を持っている。

### その他の子役
夏目 モモ
ミラカンパニー所属。
追い詰められると本領を発揮し別人になるタイプ(ミラカンパニー社長曰くは逆ギレパワー)だがDIDではない。声楽の心得があり、無名ながらアニーの主役を射止めている。本領を発揮するとジュリー・アンドリュースになりきる。
演技バトルでは白雪姫役になり魔女役のミコと対決、最初は圧倒していたが、真ん中の子の演技力に圧倒されて最終的には「毒林檎を食べさせられる」恐怖に「要らないよぉ」と叫びながら号泣し敗北した。
大オーディションでは見たことがあるという理由でサユミにより13thに指名された。
田所 セイジ
タレントアカデミー山水所属。
トーリ曰く「妬みや嫉妬が渦巻いている顔」と言われる作中1番の個性的な顔立ち(細いつり目、上向き系の鼻、分厚くかさついた唇で歯並びが悪め、パーツが中心に寄り気味)の男の子。四葉曰くブサメン。
演技力は高く、個性的な役柄の、特に恨みや嫉妬深い演技に定評がある(タケルには気味悪い程上手いと称されていた)。好きな子がタケルのファンのため一方的にタケルを嫌っている。
演技バトルではタケルとの対決では気持ち悪い程の演技力で圧倒したが、覚醒したタケルに紐を噛みちぎられ、落ちて敗北した。
大オーディションではモモにより14thに指名された。
四谷 テトラ(よつや-)
サイレントピープル所属。
最年少でパルムドール賞をとった有名な大人気子役。
生来の人を寄せ付けるオーラと目を引いてしまう花を持ち、明るく聡明な性格。
本人によると、誰もが好きになってくれるし、マイナス面すら僕の魅力になると発言している。
ミコの父親より過剰な母親からの近親愛に悩んでおり、演技バトルのときにはノベルをアクシデントだが殴った事で怒ったトーリが安西に「真ん中の子」をコントロールする術を学び、後に言われた安西の策で「テトラの母親」を真似たトーリの演技によって一時はトーリの首を絞めた後に倒れ、敗北した。
後に母親と決別したことで精神的に復活。ノベルを主役とした映画のオーディションで最初はフードマントを着用して隠れていたが、再会し共演が決まる。
ボクシングを嗜んでおり腕が非常に立つ他、バドミントンを難なくこなすなど運動神経は抜群(本人曰く、何をやらせても天才なだけ)。
南雲コウイチ
タイヨウ児童劇団所属。
見た目は多少トーリに似ており美形(ただし、パーツが中心に寄り気味)。
性格的は自分を王子様と言ったりするほどのナルシスト。
それゆえか、女性には優しい模様。また、運動神経が良く、バドミントンのジュニア大会でベスト4の実力者。
演技バトルではナツコと対決し、美形とナルシストをフル活用してナツコを圧倒していたが、覚醒したナツコに過去の男にされる形で敗北した。
御手洗 四葉(みたらい よつば)
ノベルと同じ施設で暮らす金髪の少女。
単行本によるとハーフで、見た目はテトラが認める程の美少女。
自身を｢天涯孤独の身｣と称する。誰に対しても平等に接するため施設では人気者だが、ノベルからは「八方美人」と称されている。
実は東日本大震災で両親を亡くしており、両親を置き去りにして逃げたという思いから、逃げることを恐れている。映画撮影中にはノベル(真ん中の子)にそれを見抜かれ、泣きながら仲間に戻った。ノベルに対しては恋心を持ち(マモリのノベルへの思いも理解している)、6巻の透明感を経たノベルに惚れ、最終話ではノベルを孤児院で見送ったが、ノベルに好意を抱いている故に涙を見せた。
元々子役では無いため演技の経験はなく付き添いだったのだが、見た目の美しさを見たテトラによってシンデレラガールが必要だと言って大オーディションの4thに指名された。四葉自身はマモリを選択している。

### その他の人物
波田 イズミ
声 - 安達祐実
ノベルの母親。
内向的だが自分勝手な性格の人物。
リストラされた夫と彼女の金遣いの荒さもあって(美容関係)離婚。「そういう苦労が似合わない」と言う理由から本人に働く気はなく、収入を得るためノベルを虐待してまで子役事務所に入れる。一攫千金を狙ってパチスロで2000万の借金を作り、借金取りとともに帰宅した。
かつては純粋無垢な性格で「ノベルの本当の父親」によって今の性格が形成されている。作中ではサンタに調教・洗脳されかかり、敢えて従ったフリをするなど演技力が意外と高い。ノベルを無理やり子役事務所に入れたり｢僕には何も無い｣と発言したノベルの首を絞めて殺そうとしたりと親として最低な部分を見せるが、ノベルの危機的状況には「私の息子」という言葉と共に涙を流して手を伸ばしたり、泣き叫んだり、放心状態に陥るなど、息子への愛情はある模様。
ノベルの父親
ノベルの父親だが、実は実父では無い。
エリート(リストラされたが)であり、イズミを金で買ったようなもの。余り頭が良くないノベルを俺の息子じゃないと称するなど、イズミよりはマシだがクズな部分がある。マーロウ(ノベル)により改心したと思われる。
サンタ
ピコ、ペーソス、オズマと共に現れた闇金業者(本業は葬儀屋)。
シルクハットにスーツ姿で杖を持ち、見た目は子供に見紛う程でノベル並の小柄かつ童顔で(恐らく下垂体性小人症)、子供と間違われる。
本人はその度に「私は子供ではない。ただ身長が低くく童顔なだけだ」と語る。スカーフで隠した首の後ろには傷があり、雷に打たれたさいについたもの(本人が雷に打たれたと証言している)で、奇跡的に後遺症が無かった。無人島の子供たちを見て｢私もその子供だった｣と話したり涙を流したりしている為、同じような経験をしたDIDの元子役であると思われる。それが関連しているかは不明だが、閉所恐怖症で、閉所では普段の冷静さは欠けて動揺する。
頭脳的で切れ者で洗脳に長け(ピコは洗脳されていた)、冷酷無慈悲な人物で基本的に冷静沈着で物静かだが、話が進むにつれ人間味が現れ、最終話にはノベルのロンドン行きを寂しがっていた。
ピコ
サンタの側近的な存在の長めのウェーブヘアのオズマより大柄な男。
ハルマの為に覚えた為、手話ができる。
鞭で叩かれても声一つ上げないほどにサンタに洗脳されていたがそれに気づいて専門家を頼り、それによって洗脳から逃れた。
妻は身体が弱く息子のハルマを生んだ後に亡くなり、生きていればノベルと同学年の足が不自由で生まれつき喋れない障害を抱えたハルマという息子が居たが、呼吸器を何者かに外されて殺された(ピコによれば、その後に臓器が売られた)。それをサンタがやったと思い復讐しようとしている。契機を見て身体にダイナマイトを巻きつけて船諸共自爆しようとしたが、ノベルの演技と子供達の歌で涙を流して少し辞めようという気が起きたが、息子の仇討ちの気持ちが勝り、銃を取り出すが四葉の言葉で激昂しかけるも、四葉の純粋無垢で穢れのない瞳に息子・ハルマを見て子供たちを解放した。
後にフェリーは爆発するが、嘘の爆発だった為生きていた。
ペーソス
イズミの借金を取り立てる闇金業者。
夢を語るロマンチストだが、頭のよい切れ者。冷静に見えて良心があり仲間思い。
オズマとは幼馴染で、ノベルの「サソリと蛙」の演技で昔の記憶を思い出して改心、オズマを救うべく奔走した。その後はノベルやイズミにも好意的な対応になり、最終話ではノベルを空港へ送る役も担った。
オズマ
イズミの借金を取り立てる闇金業者。
普段からペーソスと行動を共にしている。
スキンヘッドでコワモテな見た目で、基本的に無表情で喋らない。
ペーソスとは幼馴染で、昔から身体がでかくピコには劣るがガタイが良い。
栗オネ
その名の通り、オネエ系の映像監督(本人は天才映像監督と称しているが)。
度々司会進行役で現れる。口調は基本オネェ系だが、しばしば荒い口調が混ざる。安西とは安西ちゃんと呼ぶなどさほど悪くはない模様。実は昔から自分を評価してくれていた安西に恩義を持っていた。映画監督としての映像センスは安西が認めるほどハイレベル。
一時は金を持ち逃げしてホストに貢いでいたが、それがペーソスだっためにサンタ達に映画をとる施設に連れてこられていた。
四谷シズカ
サイレントピープルの社長で、テトラの母親。
テトラに対し、溺愛と共にミコの父親より過度に近親愛な愛情を注いでおり、それがテトラの弱点にもなった。演技バトルの後にテトラを見放したが、復活後は恐らく愛情を注いでいる。
トーリとカイリの母
トーリとカイリの母。見かけは気立てのよい、かなりの美人。
元々トーリが芸能界にいることは反対で、更に長男トーリが病弱な次男カイリから幸せを奪ったと考えている、ある種の毒親。故に腎臓移植を受けた次男にトーリから幸せを奪うようにと告げるも、それを本人に聞かれてしまったことで激怒したトーリから花瓶で殴打されて頭から流血して倒れ、車椅子で運ばれて風呂に押し込まれた。その後はトーリが単独で行動しているあたり、親子の縁は切られた様子。 最終話では最後の子の効果もあってか、幼児退行を起こしたトーリを付きっきりで世話していた。
斑鳩カイリ
トーリの一卵性の双子の弟。
生まれつき腎臓に疾患を持つ虚弱体質で入院生活だったが、兄の腎臓を移植される。
最終話では無事に回復し、イギリス行きの飛行機に乗っていた。 この兄にしてこの弟ありな、トーリに似た性格。一卵性の為見た目もトーリと瓜二つ。その為ノベルは見抜けたものの、ヒバリはトーリと勘違いしていた。
五十嵐友蔵
夏目モモが所属する子役事務所、ミラカンパニーの社長。
オールバックが特徴的な穏やかで控えめな人物。サインを考えたりもしていた。夏目モモの歌声を天使の歌声と称し、モモの追い詰められたら発揮する力を｢逆ギレパワー｣と呼んでいる。
三田利一
田所セイジが所属する子役事務所、タレントアカデミー山水の社長。
横髪のみのハゲかけ頭が特徴的なおじいさん系な見た目の人物。
セイジに対しては群を抜いている、光より闇…つまり個性派と評した。
一場俊夫
南雲コウイチが所属する子役事務所、タイヨウ児童劇団の社長。
七三分けにメガネの真面目そうな見た目が特徴。
他の社長と違い口が悪い部分があり、せっかちな部分がある。
二ノ宮康介
星名ヒバリがキララを抜けた後に入った子役事務所、チャイルドシートの社長。
特徴の無い顔立ちをしている。明らかにヒバリが唐辛子スプレーを使っていたが人聞きの悪いと流していた。
真田
ノベルの実父でイズミの元夫である芸能人。
イズミの性格を破壊した、ある意味全ての元凶。苗字と芸能人である事以外は明らかになっていない。

## 用語
DID
現実の解離性同一性障害のケースとは違う独自の解釈がなされている。
最初の子
DIDに罹患して最初に顕現する副人格。主人格を守る役割を持ち、そのため人格的には自信に溢れ俯瞰的視点を備え、主人格をフォローするような良識あるものが多い傾向にある。但し、主人格になる(本体を支配する)という気持ちも併せ持つ。役割上主人格の理想を体現した、創作上・歴史上の人物がモデルとなり発現する。通常は思春期を過ぎてアイデンティティが確立されると自然に消滅し、一段階奥で繋がっている「真ん中の子」が主人格と直接リンクするようになる。
真ん中の子
最初の子の次にいる人格で、最初の子と共に共生している。主に物とマイナスの思いが体現した存在(肉親への憎しみとそれに関連する人形など)。性格的には気が強く、冷静沈着で容赦の無い冷酷さを併せ持つ。心の奥の空間に存在している為、匂いに敏感。他人の潜在意識にアクセスし心の中の何かしらを見たり、そこから得た記憶(主に嫌なものやトラウマ)の幻覚を本物のように見せる力がある。最初の子が消滅すると直接繋がることが可能だが、本体への負担は大きく、使い過ぎると倒れてしまう。但し、友人として家族として完全に飼い慣らすことが出来れば負担なしで繋がることが出来る。
最後の子
最終的に行き着く人格で、その人の母親の姿をしている。洗脳や支配の能力に長け、目を見ただけで他人を支配するレベル。場合によってはマモリのように主人格が支配されてしまう。
子役
現実の子役のイメージを湾曲し、「子を焼く（ほど利用する）」という意味を由来にしている。
キララタレント
表向きはごく普通のタレント事務所だが、裏では子役への酷使を行っている。

## 単行本
- 原作：野島伸司・作画：吉田譲『NOBELU -演-』小学館〈少年サンデーコミックス〉

1. ISBN 978-4-09-124355-3 第一巻 2013年7月18日発売
2. ISBN 978-4-09-124459-8 第二巻 2013年10月18日発売
3. ISBN 978-4-09-124518-2 第三巻 2013年12月18日発売
4. ISBN 978-4-09-124582-3 第四巻 2014年3月18日発売
5. ISBN 978-4-09-124662-2 第五巻 2014年6月18日発売
6. ISBN 978-4-09-125102-2 第六巻 2014年9月18日発売
7. ISBN 978-4-09-125396-5 第七巻 2014年12月18日発売
8. ISBN 978-4-09-125556-3 第八巻 2015年1月16日発売